# Przewodnictwo mieszane
Przewodnictwo mieszane – przewodnictwo elektryczne, przy którym nośnikami prądu elektrycznego są zarówno elektrony (przewodnictwo elektronowe)) lub dziury elektronowe (przewodnictwo dziurowe), jak i jony (przewodnictwo jonowe). Materiały wykazujące mieszane przewodnictwo jonowo-elektronowe (MIEC, z ang. mixed ionic-electronic conductors) są ciałami stałymi o charakterze półprzewodników. Mogą być jednoskładnikowe lub kompozytowe – jeden ze składników jest wówczas przewodnikiem elektronowym, a drugi jonowym. Zazwyczaj przyjmuje się, że przewodnictwo jonowe i elektronowe danego materiału powinno mieć porównywalne wielkości, nie różniące się bardziej niż o 2 rzędy wielkości, a jednocześnie przewodnictwo każdego rodzaju powinno być większe niż 10−5 S/cm).
Przykłady jednoskładnikowych MIEC:
- Ag2+δS (jony przewodzące: Ag+
)[2]
- CeO2−δ (jony przewodzące: O2−
)[2]
- domieszkowane perowskity[3]
- Ce0,8Gd0,2O1,2–x (przykład związku, którego przewodnictwo elektronowe i jonowe są prawie identyczne)[3]

MIEC są stosowane w wielu urządzeniach, m.in. w bateriach i czujnikach chemicznych.